# آرون سیمپسون (بازیکن فوتبال، زاده ۱۹۹۹)
آرون سیمپسون (انگلیسی: Aaron Simpson؛ زادهٔ ۱۷ ژوئن ۱۹۹۹) بازیکن فوتبال اهل بریتانیا است.
از باشگاه‌هایی که در آن بازی کرده‌است می‌توان به باشگاه فوتبال گیلینگام اشاره کرد.